# Cyanea profuga
Cyanea profuga (englischer Trivialname: Mapulehu Valley Cyanea) ist eine extrem seltene Strauch-Art aus der Gattung Cyanea innerhalb der Familie der Glockenblumengewächse (Campanulaceae). Er galt zwischen 1912 und 2002 als verschollen.

## Beschreibung
Cyanea profuga ist ein unverzweigter Strauch, der eine Wuchshöhe von 1,8 bis 2,4 m erreicht. Die elliptischen Laubblätter sind 18 bis 24 cm lang und 7 bis 10 cm breit. Sie sind unbehaart. Der Blattrand ist schwielig gezahnt, an der Blattspitze zugespitzt und am Blattgrund keilförmig. Die Blattstiele sind 8 bis 12,5 cm lang.
Der Blütenstand enthält neun bis zwölf weiße Blüten. Die Blütenstandsachse ist 25 bis 40 mm und die Blütenstiele sind 8 bis 10 mm lang. Der längliche bis verkehrt kegelförmige Blütenbecher ist 6 bis 7 mm lang und 3 bis 4 mm breit. Die länglichen Blütenkelchlappen sind 3 bis 5 mm lang und 1 bis 2 mm breit. Die Triebspitze ist abgerundet zugespitzt. Die kahle Blütenkrone ist 30 bis 35 mm lang und 2 bis 3 mm breit. Die Blütenröhre ist halbaufrecht. Die Lappen sind gespreizt. Ihre Länge entspricht ungefähr der Länge der Blütenröhre oder 3/4 der Länge. Das „Gynostegium“ (Stempelsäule) ist glatt. Die Staubbeutel sind glatt. Die beiden unteren Staubbeutel weisen spitze weiße Haarbüschel auf. Die Beeren sind unbekannt.

## Lebensraum
Der Lebensraum von Cyanea profuga sind halbtrockene bis feuchte Wälder in Höhenlagen zwischen 1120 und 1200 m im Mapulehu Valley auf Molokaʻi.

## Taxonomie und Status
Cyanea profuga wurde 1916 von Charles Noyes Forbes in Occasional Papers of Bernice Pauahi Bishop Museum of Polynesian Ethnology and Natural History Band 6 Seite 70 erstbeschrieben. Die Art war lange nur vom Holotypus bekannt, der 1912 von Forbes im Mapulehu Valley auf Molokaʻi gesammelt wurde. Im September 2002 wurden zehn Exemplare in der Wäwä‘ia-Schlucht und sechs Exemplare in der Kumu‘eli-Schlucht wiederentdeckt.
Als Gefährdungsursachen gelten Lebensraumdegradierung durch verwilderte Schweine, Plünderung der Früchte durch Ratten, Verdrängung durch invasive Pflanzenarten sowie die stark verminderte Vermehrungsaktivität aufgrund der wenigen verbliebenen Individuen.